# Sink (Plastic Tree)
Sink (Sink?) è il sesto singolo della rock band visual kei giapponese Plastic Tree. È stato pubblicato il 25 agosto 1999 dall'etichetta major Warner Music ed è il singolo più venduto della band: ha raggiunto la 26ª posizione nella classifica ufficiale giapponese Oricon dove è rimasto per quattro settimane.
Il brano è l'ottava ED ("ending theme", sigla finale) dell'anime Kindaichi shōnen no jikenbo; si tratta del primo lavoro del gruppo per un cartone animato, seguito poi nel 2006 da Namida drop e nel 2010 da Mirai iro.

## Tracce
Dopo il titolo è indicata fra parentesi "()" la grafia originale del titolo.
1. Sink (Sink?) - 4:56 (Ryūtarō Arimura - Tadashi Hasegawa)
2. Angelfish (エンゼルフィッシュ?) - 3:21 (Ryūtarō Arimura - Akira Nakayama)
3. Sink -Instrumental- (Sink-Instrumental-?) - 4:56 (Tadashi Hasegawa)

## Altre presenze
- Sink:
  - 23/08/2000 - Parade
  - 14/11/2001 - Plastic Tree Single Collection
  - 26/10/2005 - Best Album

- Angelfish:
  - 27/03/2001 - Cut ~Early Songs Best Selection~
  - 26/10/2005 - Best Album

## Formazione
- Ryūtarō Arimura - voce e seconda chitarra
- Akira Nakayama - chitarra e cori
- Tadashi Hasegawa - basso e cori
- TAKASHI - batteria